# Michel Jacquemart
Michel Jacquemart (Luik, 22 januari 1957) is een Belgisch bioloog en stripauteur.

## Carrière
Jacquemart haalde zijn master in biologie. Hij gaf onderwijs en deed onderzoek op het gebied van de toxicogenomica.
Jacquemart maakte samen met Sergio Salma in de strijd tegen discriminatie voor de Europese Commissie het stripalbum Moi, raciste?!. Hij hielp André Taymans met de synopsis van De laatste dans, het tweede album in de reeks Caroline Baldwin, uitgegeven in 1998, en met de tekeningen van De kinderen van Afrodite in 1999. Samen met Taymans en Stéphan Caluwaerts startte Jacquemart de collectie À Propos, uitgegeven door Nautilus in 2000, met daarin boekjes met interviews en analyses over strips. Hij interviewde een aantal stripauteurs zoals Jacques Martin. Dit leidde ertoe dat hij scenario's ging schrijven voor diens reeks Lefranc.
In 2006 verscheen De meester van het atoom, getekend door Taymans en Erwin Drèze op scenario van Jacquemart. Het scenario sloot aan op twee pagina's en enige schetsen die Jacques Martin na de publicatie van het eerste Lefranc-verhaal Het sein staat op rood in 1952 maakte, maar waar hij door zijn werk voor Hergé nooit meer aan toe was gekomen.
In 2009 schreef Jacquemart het scenario voor het album Zwarte kerst, getekend door Régric. Hiervoor ontving hij in 2010 de Prix Saint-Michel voor Meilleur scenario.
In 2011 maakte Jacquemart het scenario voor het album De kinderen van de bunker dat werd getekend door Alain Maury.
In 2011 was er sprake van dat Jacquemart meer scenario's zou schrijven (twee synopsissen voor Lefranc en twee voor Alex werden door Casterman positief bekeken) en er sprake van een spin-off over Jeanjean getiteld La Maison de Correction die weer door Maury getekend zou worden. Dit alles heeft anno 2019 geen doorgang gevonden.
- Bibliothèque nationale de France: cb15122862p (data)
- Gemeinsame Normdatei: 1166600866
- International Standard Name Identifier: 0000 0000 1117 6176
- Nederlandse Thesaurus van Auteursnamen: 298732254
- Système universitaire de documentation: 191311766
- Virtual International Authority File: 17522839
- WorldCat: E39PBJkp4kKtywdPMBc48Kf6rq